# The Old Maid

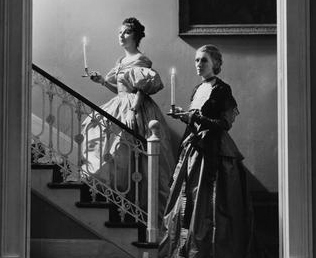
Aktorki Judith Anderson i Helen Menken na zdjęciu promującym oryginalną broadwayowską inscenizację The Old Maid

The Old Maid – dramat amerykańskiej pisarki Zoe Akins, będący adaptacja sceniczną noweli Edith Wharton. Sztuka została wyróżniona Nagrodą Pulitzera w dziedzinie dramatu za 1935.